# زيلازين
زيلازين هو دواء بيطري مشابه للكلونيدين، وهو من الناهضات للصنف α2 من المستقبلات الأدرينالية. يستخدم الزيلانين بشكل رئيسي في مجال الطب البيطري لغرض تهدئة وتخدير وإرخاء عضلات وتسكين الألم عند الحيوانات مثل الأحصنة والأبقار والثدييات الحيوانية الأخرى. كما يمكن أن يستخدم الزيلازين مقيّئاً بيطرياً، خاصة للقطط.
عادةً ما يستخدم الزيلازين في عمليات التخدير البيطري إلى جانب الكيتامين؛ ويباع تحت العديد من الأسماء التجارية، من بينها رومبون (Rompun) المسوق من شركة باير؛ وكذلك تحت اسم أناسيد (Anased)، وسيدازين (Sedazine). يختلف تأثير الدواء بيطرياً حسب الحيوان المعالَج.
يمكن لهذا العقار الدوائي أن يتعاطى من ضمن المخدرات، كما حدث في بورتوريكو؛ حيث استخدم بديلاً عن المخدرات المعروفة مثل الهيروين.